# Sanicula odorata
Sanicula odorata là một loài thực vật có hoa trong họ Hoa tán. Loài này được (Raf.) Pryer & Phillippe miêu tả khoa học đầu tiên năm 1989.

## Hình ảnh

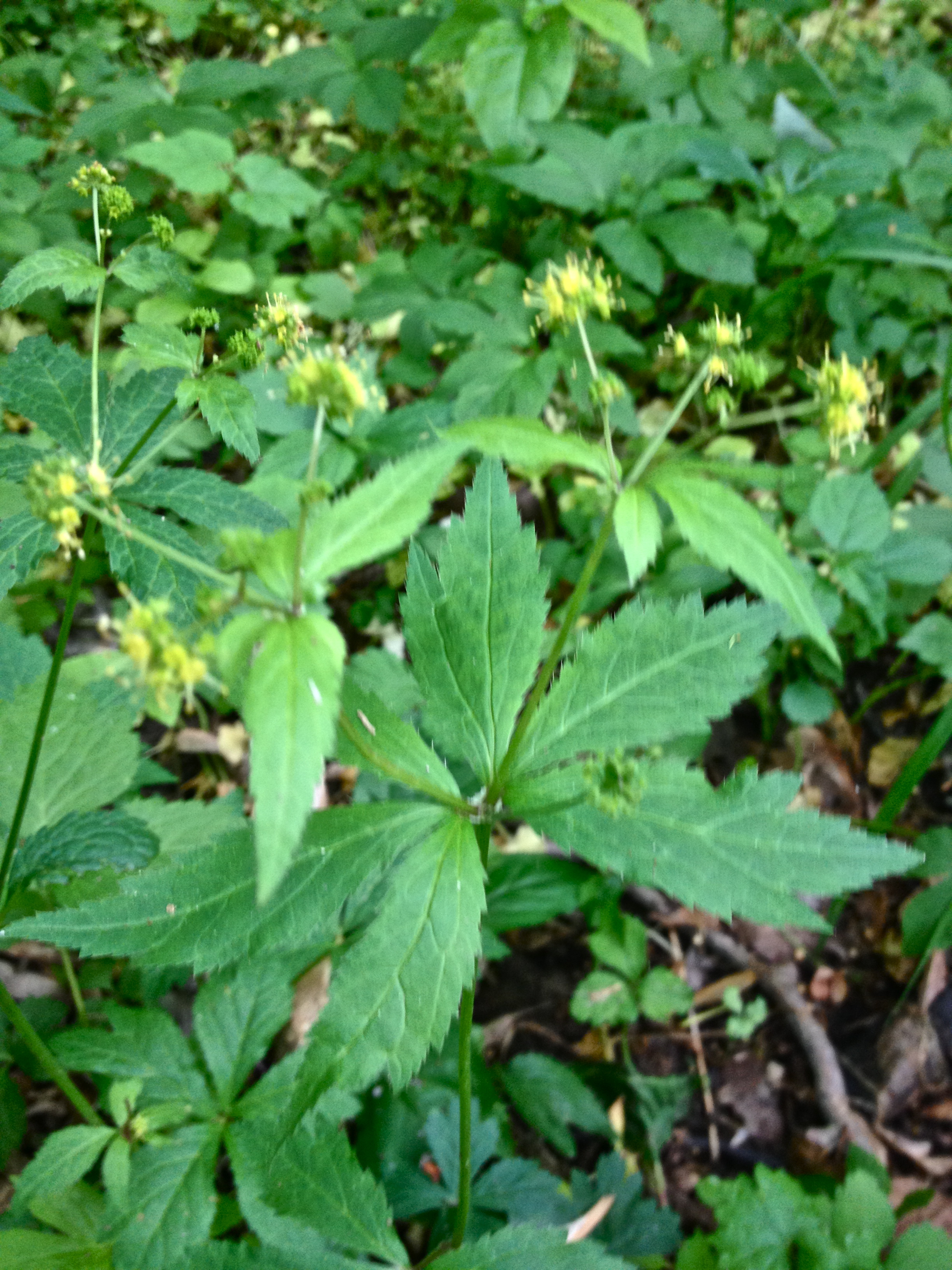